# Hubbard (Ohio)
Hubbard è un comune degli Stati Uniti d'America, situato nello stato dell'Ohio, nella contea di Trumbull.